# أقاليم بنغلاديش
تنقسم بنغلاديش إدارياً إلى ثمانية أقاليم ويسمى كل إقليم باسم المدينة الرئيسية فيه التي تكون عاصمته الإدارية. ثم ينقسم كل إقليم إلى مناطق عدة (জেলা jela) وتتشعب كل منها إلى عدد من النواحي (উপজেলা upôjela).

## التاريخ
كانت البلاد مكونة من أربعة أقسام رئيسية: شيتاغونغ ودكا وخولنا وراجشاهي وقت استقلال بنغلاديش عام 1971. أُنشئ باريسال فصلًا عن خولنا في عام 1993، ثم فصل إقليم سلهت عن شيتاغونغ في عام 1995، أنشئ إقليم رنكبور في 25 يناير 2010 فصلًا عن راجشاهي. أُنشئ إقليم ميمينسينغ في 14 سبتمبر 2015 فصلًا عن دكا.
بدأت في عام 2015 إنشاء إقليمين إضافيين هما كوميلا وفريدبور. أعلنت رئيسة الوزراء السابقة الشيخة حسينة في أكتوبر 2021 عن تشكيل إقليمي ميجنا وبادما بدلًا من كوميلا وفريدبور.

## مفوض الإقليم

خريطة أقاليم بنغلاديش

مفوض الإقليم هو المسؤول الإداري الأعلى فيه تعينه الحكومة. يتولى مكتب مفوض الإقليم دور الإشراف العام على جميع المكاتب الحكومية داخل الإقليم باستثناء تلك التابعة للحكومة المركزية. يتحمل المفوض المسؤولية المباشرة عن إدارة الإيرادات والإشراف على مشاريع التنمية في القسم، ويعاونه في مهامه عدد من المفوضين الإضافيين، وكبار المفوضين المساعدين مع مسؤولين بيروقراطيين آخرين.

## القائمة
| الإقليم   | أيزو 3166-2:BD | العاصمة   | تاريخ الإنشاء | المقاطعات ‏ | أوبازلا | مجالس الاتحاد | المساحة (كم2) | السكان (2022) | الكثافة السكانية (نسمة/ كم2) (2022) |
| --------- | -------------- | --------- | ------------- | ---------- | ------- | ------------- | ------------- | ------------- | ----------------------------------- |
| باريسال   | BD-A           | باريسال   | 1993          | 6          | 41      | 352           | 13,225.20     | 9,100,102     | 688                                 |
| جاتجام    | BD-B           | جاتجام    | 1829          | 11         | 103     | 949           | 33,908.55     | 33,202,326    | 979                                 |
| دكا       | BD-C           | دكا       | 1829          | 13         | 89      | 885           | 20,593.74     | 44,215,107    | 2,147                               |
| كهلنا     | BD-D           | كهلنا     | 1960          | 10         | 59      | 571           | 22,284.22     | 17,416,645    | 782                                 |
| ميمينسينغ | BD-H           | ميمينسينغ | 2015          | 4          | 35      | 351           | 10,584.06     | 12,225,498    | 1,155                               |
| راجشاهي   | BD-E           | راجشاهي   | 1829          | 8          | 67      | 565           | 18,153.08     | 20,353,119    | 1,121                               |
| رنكبور    | BD-F           | رنكبور    | 2010          | 8          | 58      | 535           | 16,184.99     | 17,610,956    | 1,088                               |
| سلهت      | BD-G           | سلهت      | 1996          | 4          | 41      | 338           | 12,635.22     | 11,034,863    | 873                                 |
| بنغلاديش  | BD             | دكا       | 1971          | 64         | 493     | 4,546         | 147,569       | 165,158,616   | 1,119                               |

## التقسيمات الجديدة
هناك اقتراحات لإنشاء إقليمين إضافيين بهدف تخفيف عبء العمل الإداري الناتج عن النمو السكاني المتزايد:
- Meghna Division – يقترح أن تتكون من النواحي الشمالية الست لقسم شيتاغونغ الحالي: مديرية برهمن‌ بريه  [لغات أخرى]‏ وناحية جانديفور  [لغات أخرى]‏ وكملا وFeni و Laxmipur وNoakhali.
- Padma Division – يقترح أن يتكون من نواحي فريدبور وGopalganj ومداربور وRajbari وShariatpur.[11]

أعلنت رئيسة الوزراء السابقة الشيخة حسينة في أكتوبر 2021 عن تشكيل إقليمي ميجنا وبادما بدلًا من كوميلا وفريدبور.